# NGC 2092
NGC 2092 is een open sterrenhoop in het sterrenbeeld Goudvis. Het hemelobject werd in 1826 ontdekt door de Britse astronoom John Herschel.

## Synoniemen
- ESO 57-SC22